# Alexandra Weis
Alexandra Weis (* 1993) ist eine deutsch-russische Schauspielerin. 

## Leben
Sie spricht neben ihren Muttersprachen Deutsch und Russisch noch Englisch und Spanisch. Erstmals war Weis in dem Fernsehfilm Die Spielerin im Jahr 2008 zu sehen. In der Fernsehserie Allein gegen die Zeit agiert sie seit 2009 als Miriam (Miri) und 2011 verkörperte sie im Kurzfilm Geschwister das Mädchen Maria.  Sie lebt in Berlin.

## Filmografie (Auswahl)
- 2008: Die Spielerin (Fernsehfilm)
- 2010–2012: Allein gegen die Zeit (Echtzeitserie)
- 2022: Auf dem Grund